# Goedenavond Nederland
Goedenavond Nederland is een live Nederlandstalig praatprogramma op televisie dat wordt uitgezonden op de late avond op maandag tot en met donderdag door WNL op NPO 1 of NPO 2. In het programma worden gesprekken en debatten gevoerd over het nieuws van de dag met een liberaal-conservatief geluid.

## Geschiedenis
In 2024 bestond er onder de kijkers de wens om ook in de zomermaanden een live praatprogramma te zien. Er was kritiek op de NPO toen dat er niet was. Op 13 juni 2024 hield Op1 op te bestaan. Bar Laat begon pas op 26 augustus van dat jaar, terwijl er tussen die genoemde data gebeurtenissen van wereldwijd belang plaatsvonden, zoals de moordaanslag op de Amerikaanse presidentskandidaat Donald Trump. Er bleek behoefte te zijn aan een live avondvullend praatprogramma in deze periode.
De publieke omroepen konden ideeën voor programma's indienen bij de NPO en WNL mocht uiteindelijk haar idee verwezenlijken. Zij schoven Goedemorgen Nederland-presentatoren Sam Hagens en Welmoed Sijtsma naar voren voor een duopresentatie. In eerste instantie zou dit programma negen weken lang te zien zĳn. Dit werd verlengd met nog vijf weken extra, op aanvraag van de directeur Video bĳ de NPO, waardoor Goedenavond Nederland tot eind augustus te zien is.
Op de eerste uitzendavond op 26 mei 2025 opende het programma met de ingelaste persconferentie van PVV-partijleider Geert Wilders over zijn voorgestelde tienpuntenplan voor het asielbeleid van het kabinet-Schoof. De week daarna viel het kabinet, toen dit plan niet door de overige regeringspartijen werd aangenomen.

## Inhoud
In het programma neemt het presentatieduo, of één van hen, met een wisselende groep gasten het nieuws van de dag door. De gasten hebben een (in)directe link naar de actualiteiten die besproken worden. De presentatoren Hagens en Sijtsma begeleiden de gesprekken en er schuift iedere dag een sidekick aan, waaronder WNL-gezichten Fidan Ekiz en Jort Kelder, Tom Staal en de politiek verslaggevers Mats Akkerman en Tessa van Viegen.
Regelmatig verschijnt er onder-in-beeld een lichte tijdlijn waar de onderwerpen van de uitzending in worden vertoond. Met een oranje vlak wordt gemarkeerd waar ze het op dat moment over hebben. Ook toont dat het verloop van de uitzending aan.

## Medewerkers

### Presentatoren
- Sam Hagens
- Welmoed Sijtsma

### Sidekicks
- Marianne van den Anker
- Klaas Dijkhoff
- Fidan Ekiz
- Jort Kelder
- Roxane Knetemann
- Rick Nieman
- Menen Seijkens
- Tom Staal

### Verslaggevers
- Mats Akkerman
- Kiki Bosman
- Tessa van Viegen

## Kijkcijfers
Dit zijn de weekgemiddelde van de kijkcijfers van de uitzendingen inclusief herhalingen. De cijfers zijn afkomstig van Nationaal Media Onderzoek.
| week               | gemiddeld | totaal    | opmerkingen                                           |
| ------------------ | --------- | --------- | ----------------------------------------------------- |
| 26 t/m 29 mei      | 602.250   | 1.453.500 | Week van Wilders' tienpuntenplan                      |
| 2 t/m 5 juni       | 639.750   | 1.423.750 | Week van de val van het kabinet                       |
| 9 t/m 12 juni      | 653.250   | 1.587.500 |                                                       |
| 16 t/m 19 juni     | 649.750   | 1.588.500 |                                                       |
| 23 t/m 26 juni     | 738.750   | 1.651.750 | Week van de Navo-top                                  |
| 30 juni t/m 3 juli | 581.250   | 1.399.250 | Uitzendingen verplaatst naar NPO 2 vanwege EK voetbal |
| 7 t/m 10 juli      | 484.750   | 1.084.500 | Uitzendingen verplaatst naar NPO 2 vanwege EK voetbal |
| 14 t/m 17 juli     | 614.000   | 1.368.500 | Uitzendingen verplaatst naar NPO 2 vanwege EK voetbal |
| 21 t/m 24 juli     | 514.750   | 1.094.500 | Uitzendingen verplaatst naar NPO 2 vanwege EK voetbal |
| 28 t/m 31 juli     | 628.000   | 1.316.500 |                                                       |
| 4 t/m 7 augustus   | 702.750   | 1.568.000 |                                                       |

## Studio
De uitzendingen vinden plaats in Studio 6 van het Studiocentrum op het Media Park, waar WNL de ruimte huurt van Omroep MAX. De studio wordt gedeeld met Café Kockelmann en WNL op Zondag.
De setting is een decor van 360 graden waar de twee presentatoren tegenover elkaar zitten met gasten op banken aan ieder zijden. De ruimte is gevuld met twee kleine schermen achter de gasten en twee grote schermen achter iedere presentator, waar ondersteunende beelden op worden getoond over de onderwerpen waar zij in de studio over praten. Tevens is er plek voor publiek.